# Jarne Steuckers
Jarne Steuckers (Sint-Truiden, 4 febbraio 2002) è un calciatore belga, centrocampista del Genk.

## Carriera

### Club
Cresciuto nei settori giovanili di Genk e Sint-Truiden, ha esordito con la prima squadra dei gialloblù il 17 gennaio 2021, nella partita di campionato vinta per 3-1 contro l'OH Lovanio. Dopo aver saltato la stagione successiva a causa di un infortunio alla tibia, il 4 agosto 2022 viene ceduto in prestito all'MVV, mettendosi in mostra come uno dei migliori giocatori della Eerste Divisie, risultando in particolare quello che ha creato più occasioni da rete nell'intero campionato. Rientrato al Sintr-Truiden, si impone fin da subito come titolare nel ruolo di ala destra.

### Nazionale
Ha giocato nella nazionale belga Under-21.

## Statistiche

### Presenze e reti nei club
Statistiche aggiornate al 18 gennaio 2025.
| Stagione            | Squadra             | Campionato          | Campionato | Campionato | Coppe nazionali | Coppe nazionali | Coppe nazionali | Coppe continentali | Coppe continentali | Coppe continentali | Altre coppe | Altre coppe | Altre coppe | Totale | Totale |
| Stagione            | Squadra             | Comp                | Pres       | Reti       | Comp            | Pres            | Reti            | Comp               | Pres               | Reti               | Comp        | Pres        | Reti        | Pres   | Reti   |
| ------------------- | ------------------- | ------------------- | ---------- | ---------- | --------------- | --------------- | --------------- | ------------------ | ------------------ | ------------------ | ----------- | ----------- | ----------- | ------ | ------ |
| 2020-2021           | Sint-Truiden        | D1                  | 6          | 0          | CB              | 1               | 0               | -                  | -                  | -                  | -           | -           | -           | 7      | 0      |
| 2022-2023           | MVV                 | ED                  | 36+2       | 9          | CO              | 1               | 0               | -                  | -                  | -                  | -           | -           | -           | 39     | 9      |
| 2023-2024           | Sint-Truiden        | D1                  | 29+6       | 4+2        | CB              | 2               | 1               | -                  | -                  | -                  | -           | -           | -           | 37     | 7      |
| Totale Sint-Truiden | Totale Sint-Truiden | Totale Sint-Truiden | 35+6       | 4+2        |                 | 3               | 1               |                    | -                  | -                  |             | -           | -           | 44     | 7      |
| 2024-2025           | Genk                | D1                  | 22         | 7          | CB              | 4               | 1               | -                  | -                  | -                  | -           | -           | -           | 26     | 8      |
| Totale carriera     | Totale carriera     | Totale carriera     | 101        | 22         |                 | 8               | 2               |                    | -                  | -                  |             | -           | -           | 109    | 24     |